# Sócrates (2018)
Sócrates é um filme brasileiro de 2018, dirigido por Alexandre Moratto e estrelado por Christian Malheiros. O filme narra a vida de Sócrates, um adolescente negro de 15 anos, morador de Santos, litoral de São Paulo, que precisa lidar com a pobreza extrema, a morte de sua mãe e o preconceito por ser homossexual.
O longa estreou mundialmente em 21 de setembro de 2018 no Festival de Cinema de Los Angeles, nos Estados Unidos. Dois meses depois foi anunciado como concorrente em três categorias no Independent Spirit Awards. Além disso, foi nomeado a "Melhor Filme com Lançamento Limitado" no GLAAD Media Awards, maior prêmio mundial da representatividade LGBT.

## Elenco
- Christian Malheiros como Socrates[5]
- Tales Ordakji como Maicon[5]
- Caio Martinez Pacheco como Chicão[5]
- Rosane Paulo como Dona[5]
- Jayme Rodrigues como Robson[5]